# Torre de Calmarza
El castillo de Calmarza es una torre señorial situada en la localidad aragonesa de Calmarza, Zaragoza, España. 

## Historia
Se desconoce su origen pero se cree que pudo ser construida a finales del siglo XV.
Calmarza fue tierra de señorío perteneciendo a diversos señores, como los Heredia, señores de Sisamón a finales de la Edad Media o los Palafox en distintas épocas. 

## Descripción
Se trata de una potente torre señorial de gran tamaño, construida en mampostería careada, con refuerzo de piedra sillar en las esquinas. Mide unos 12 por 7 metros de base y 12 de altura.
No se conservan los vanos originales menos los restos de un hueco que tuvo parteluz, en sus extremos hay ménsulas de medio bocel a modo de alféizar de garitones que no se han conservado.